# کیرلو رومانیوک
کیرلو رومانیوک (اوکراینی: Кирило Сергійович Романюк؛ زادهٔ ۲۱ مارس ۲۰۰۱) بازیکن فوتبال است.
از باشگاه‌هایی که در آن بازی کرده‌است می‌توان به باشگاه فوتبال ماریوپول اشاره کرد.
وی همچنین در تیم‌های ملی فوتبال Ukraine national under-16 football team بازی کرده‌است.